# LaLa Ri
LaLa Ri, nombre artístico de LaRico Demetrius Potts (28 de agosto de 1990), es una artista drag estadounidense conocida por competir en la decimotercera temporada de RuPaul's Drag Race.

## Carrera
LaLa Ri compitió en la temporada 13 de RuPaul's Drag Race. Durante su aparición en el programa, trabajaba como drag profesional durante tres años. Vulture.com dijo que "hizo el mejor lip sync con el peor vestuario del programa". Fue nombrada Miss Simpatía.
En 2021, realizó la canción "Bad Bitch Tip" y apareció en el tema "Eat the Runway" de KLP. También apareció en el EP de Honey Davenport Love Is God.

## Vida personal
LaLa Ri tiene su sede en Atlanta.

## Filmografía

### Televisión
| Año  | Título                                                  | Papel      | Notas             | Ref    |
| ---- | ------------------------------------------------------- | ---------- | ----------------- | ------ |
| 2021 | RuPaul's Drag Race (temporada 13)                       | Ella misma | Concursante       |        |
| 2021 | RuPaul's Drag Race: Untucked                            | Ella misma | Concursante       |        |
| 2021 | RuPaul's Drag Race: Corona Can't Keep a Good Queen Down | Ella misma | Especial autónomo | [ 14 ] |
| 2022 | RuPaul's Drag Race (temporada 14)                       | Ella misma | Invitada          | [ 15 ] |

## Premios y nominaciones
| Año  | Organización  | Categoría       | Trabajo    | Resultados | Ref.   |
| ---- | ------------- | --------------- | ---------- | ---------- | ------ |
| 2022 | The Queerties | Future All-Star | Ella misma | Nominada   | [ 16 ] |